# وزارة التعليم الوطني (تركيا)
وزارة التعليم الوطني  (بالتركية: Milli Eğitim Bakanlığı) هي وزارة حكومية في تركيا، وهي مسؤولة عن الإشراف على النظام التعليمي العام والخاص والاتفاقيات والتراخيص بموجب منهج وطني. يرأس الوزارة يوسف تكين.